# Табарле
Табарле (тат. Тәбәрле) — село Агрызского района Республики Татарстан Российской Федерации. Административный центр Табарлинского сельского поселения.

## Название
В «Списке населённых мест Российской империи» (1876 году) упомянут как казённая деревня Ишкилдино (Табарли)
В 1887 году — деревня Шекалдино (Табарли), в 1905 — Табарли (Шекалдино).

## География
Село находится неподалёку от реки Чаж и административной границы с Алнашским районом Удмуртии. Расстояние до города Агрыз составляет по автодорогам 42 км на северо-восток.

### Уличная сеть
Осевая доминанта села — ул. Ленина, являющая частью региональной автодороги 16К-0014.
Всего в селе четыре именные улицы — Кирова, Ленина, Советская и Чапаева.

### Часовой пояс
Село Табарле, как и весь Татарстан, находится в часовой зоне МСК (московское время). Смещение применяемого времени относительно UTC составляет +3:00.

## История
Деревня основана во второй половине XVI века. В 1744 году в ней числилось 59 ревизских душ.
В «Списке населённых мест Российской империи», изданном в 1876 году, населённый пункт упомянут как казённая деревня Ишкилдино (Табарли) 2-го стана Елабужского уезда Вятской губернии, при речке Табарле, расположенная в 69 верстах от уездного города Елабуга. В деревне насчитывалось 48 дворов и проживало 324 человека (159 мужчин и 165 женщин), были мечеть и мельница.
В 1887 году в деревне Шекалдино (Табарли) Табарлинского сельского общества Больше-Кибьинской волости проживало 560 человек (275 мужчин, 285 женщин) в 94 дворах (из них 87 дворов татар и 7 дворов башкир). Земельный надел деревни составлял 1694,2 десятины земли (в том числе 17,6 десятины усадебной земли, 476,8 десятины пашни, 123,4 — сенокоса, 9,8 — выгона, 841,8 десятин подушного леса и 174,7 — лесного надела и 50,1 десятин неудобной земли). У жителей имелось 149 лошадей, 132 коровы и 415 единиц мелкого скота (овец, свиней и коз); 148 человек занимались местными промыслами (в том числе 80 кульёвщиков), 13 — отхожим промыслом преимущественно в Сарапульском уезде (из них 4 торговца). Грамотных и учащихся не было. По переписи 1897 года в деревне проживал 651 человек (306 мужчин, 345 женщин), из них 639 магометан.
В 1905 году в деревне Табарли (Шекалдино) проживало 682 человека (340 мужчин, 342 женщины) в 122 дворах.
Во 2-й половине XIX века вблизи деревни действовал поташный завод.
В начале XX века здесь функционировали 2 мечети, мектеб, мельница, в 1910 году открылась земская русско-татарская школа. С 1921 года деревня — в составе Агрызского, с 1924 года — Елабужского кантона ТАССР, с 1927 года — в Агрызском районе (с 1 февраля 1963 года по 4 марта 1964 года — в Елабужском сельском районе). В 1948 году — центр Табарлинского сельсовета.

## Население
По переписи 2010 года в селе проживало 262 человека (123 мужчины, 139 женщин).
| 1859 | 1887 | 1897 | 1905 | 1914 | 1920 | 1926 | 1938 | 1958 | 1970 | 1989 | 2002 | 2010 |
| ---- | ---- | ---- | ---- | ---- | ---- | ---- | ---- | ---- | ---- | ---- | ---- | ---- |
| 324  | 560  | 651  | 682  | 898  | 883  | 869  | 1056 | 544  | 498  | 357  | 282  | 262  |

Национальный состав
Согласно результатам переписи 2002 года, в национальной структуре населения татары составили 96 %.

## Инфраструктура
Имеются основная школа, сельский дом культуры с библиотекой и музеем, фельдшерский пункт, почтовое отделение, 3 магазина, мечеть, кладбище.

## Транспорт
Автобусное сообщение. Остановка общественного транспорта «Табарле» в центре села.